# Strimspolsnäcka
Strimspolsnäcka (Clausilia bidentata) är en snäckart som först beskrevs av Hans Ström 1765.  Strimspolsnäcka ingår i släktet Clausilia, och familjen spolsnäckor. Arten är reproducerande i Sverige.

## Bildgalleri

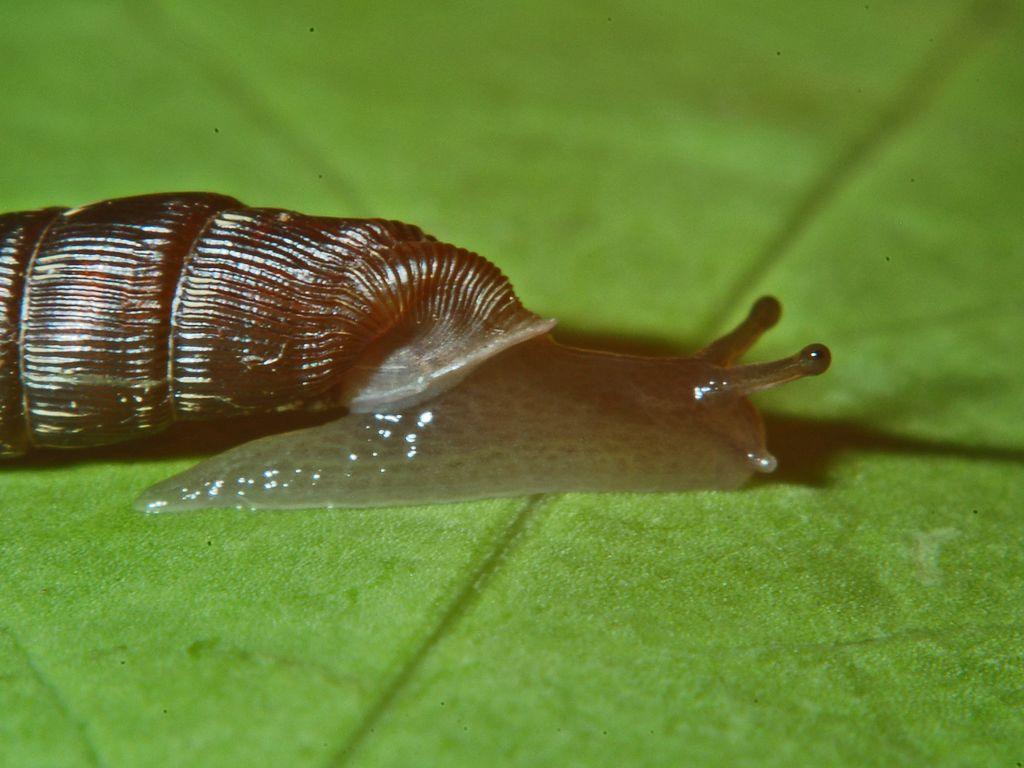
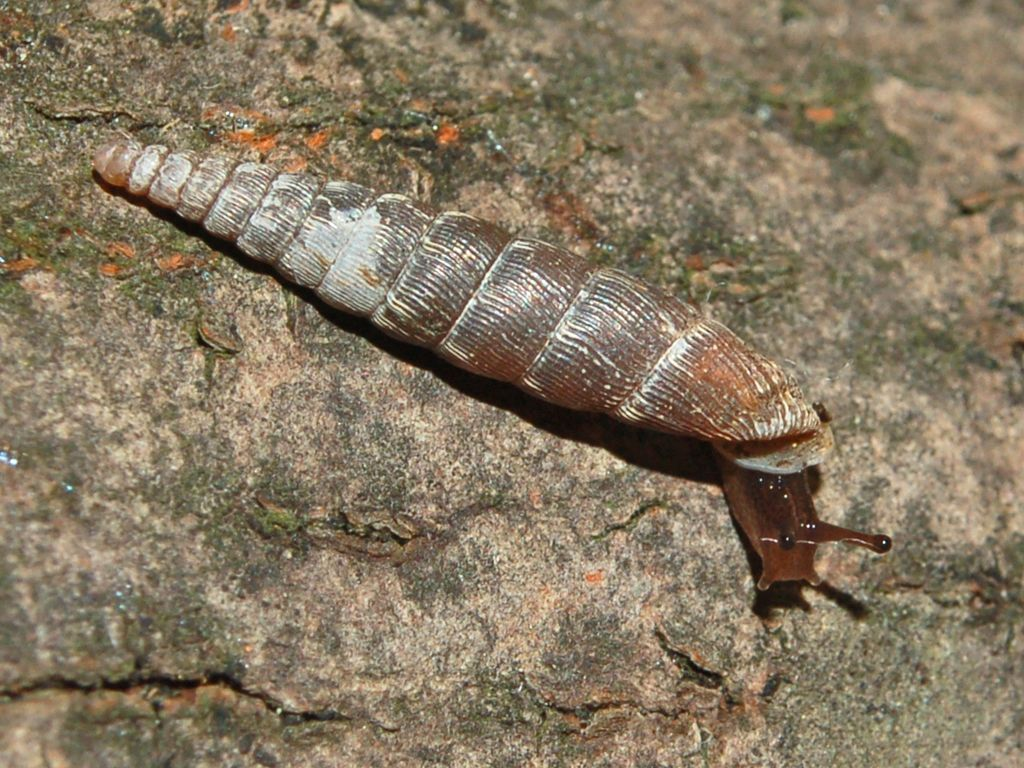
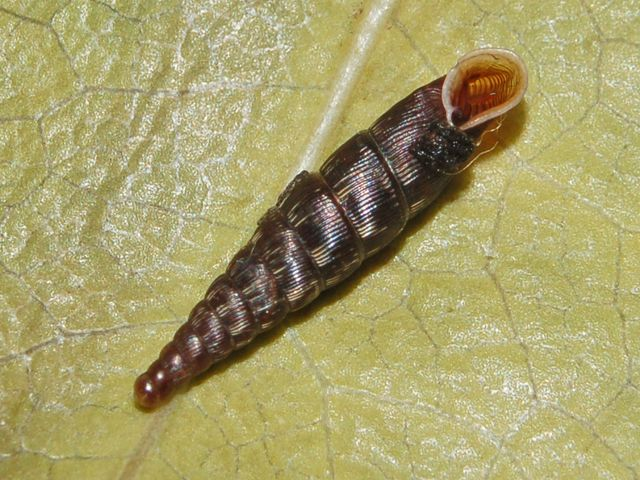
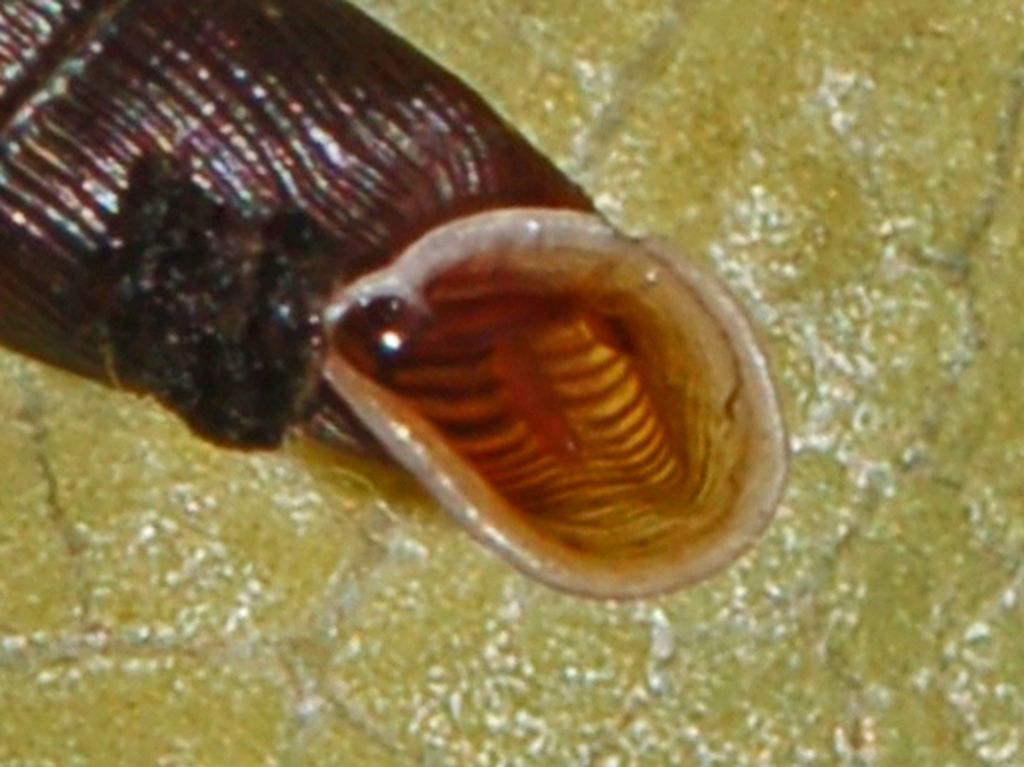
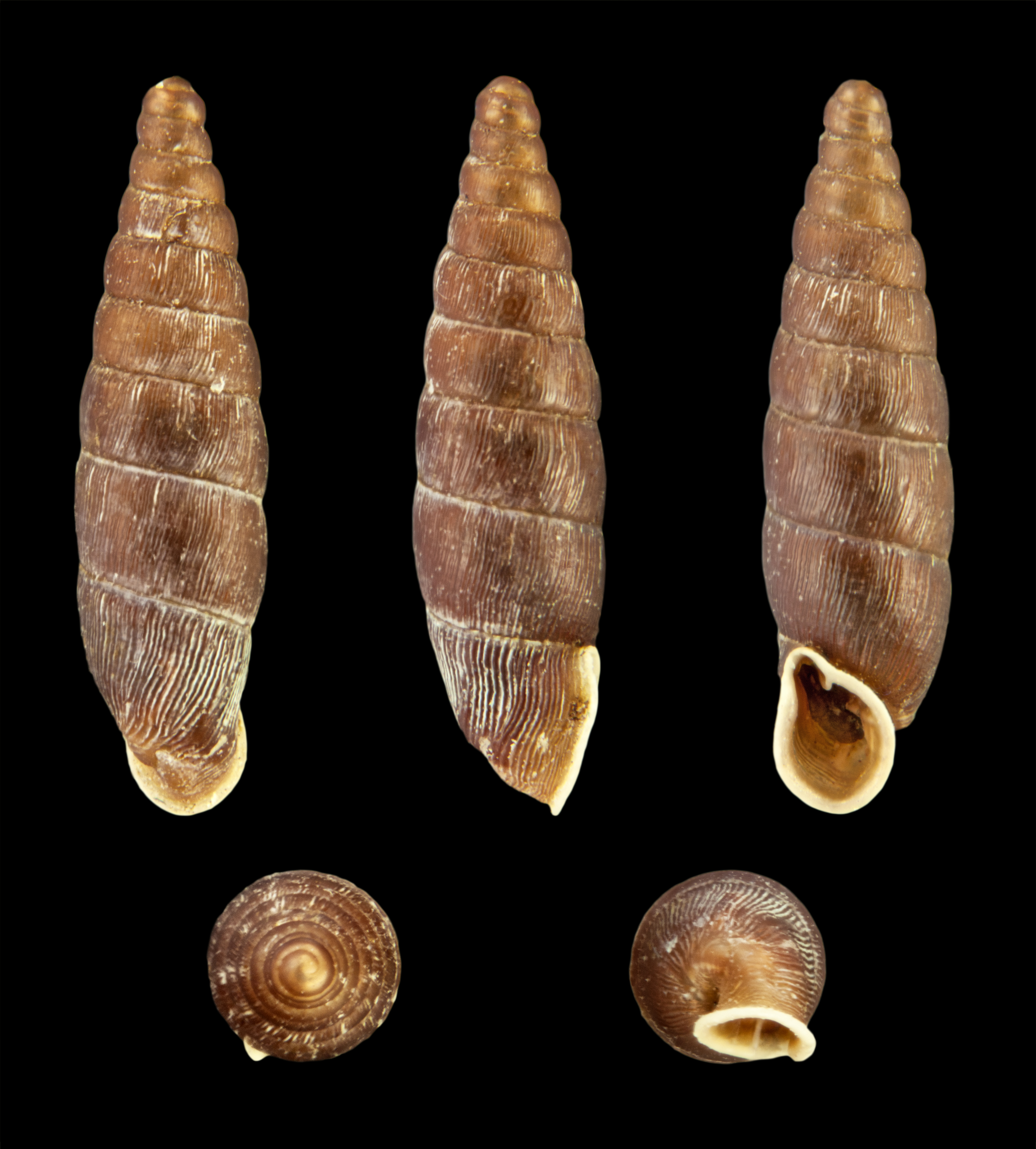